# Quota Albania
Quota Albania è un racconto autobiografico dello scrittore Mario Rigoni Stern, le cronache di guerra vissute personalmente dall'autore veneto, ricostruite grazie a due taccuini fortunosamente salvati, tra la breve campagna di Francia e i mesi di guerra di posizione sui monti al confine tra Albania e Grecia. Gli episodi precedono cronologicamente quelli raccontati ne Il sergente nella neve.

## Genesi
La prima stesura apparve nel volume La guerra della naia alpina, pubblicato a cura di Rigoni Stern nel 1967. Il titolo era Tra fango e tormente.

## Estratti
Nel prato, che mi sembrava immensamente ampio, mi trovai accanto un alpino ferito della pattuglia del Verona; un suo compagno gli aveva slacciato i pantaloni e gli sorreggeva la testa. Sul ventre denudato e bianco la ferita era piccolissima: appena un segno da dove non usciva sangue ma poche gocce di un liquido giallino. Il suo viso era pallido, gli occhi assenti ma stupiti; sospirò lievemente, mosse le labbra e rilassò il capo. Era morto.
In piedi, tra lo scoppiare delle bombe che non sentivo, stavo immobile a fissare quel corpo senza vita che pochi istanti prima correva con me. Non lo conoscevo ma ero stupito, e mi sembrava impossibile che si potesse morire così sull'erba, di primavera.»

## Giudizi critici
(Giorgio Rochat)